# Trevesia valida
Trevesia valida là một loài thực vật có hoa trong Họ Cuồng. Loài này được Craib miêu tả khoa học đầu tiên năm 1930.